# Gwałtowny rozwój
Gwałtowny rozwój – list apostolski papieża Jana Pawła II ogłoszony 24 stycznia 2005 do odpowiedzialnych za środki społecznego przekazu. List skupia się na etycznym wymiarze korzystania z mediów, zwracając uwagę na to, że powinny one "szerzyć sprawiedliwość i solidarność". Uwzględnia przede wszystkim perspektywę Kościoła katolickiego w wykorzystywaniu mediów, dużo miejsca poświęcając nowym formom ewangelizacji i kształtowania katolickiej opinii publicznej.